# Estadio Provincial Juan Gilberto Funes
El Estadio Provincial Juan Gilberto Funes es un estadio multiuso localizado en la ciudad de La Punta, San Luis, Argentina. Fue inaugurado el 27 de marzo de 2003 en un encuentro amistoso disputado entre Independiente y Vélez Sarsfield. Dispone de capacidad para 15.062 espectadores sentados y cumple con todos los requerimientos dispuestos por la FIFA siendo el estadio más grande y con mejor infraestructura de San Luis. El estadio comenzó a construirse el 27 de noviembre de 2001 y está emplazado en un predio de 20 hectáreas. Recuerda con su nombre al exfutbolista Juan Gilberto Funes (1963-1992), el cual jugó en Millonarios Fútbol Club, de Colombia, donde se dio a conocer internacionalmente; River Plate, con el que ganó la Copa Libertadores de América, Vélez Sarsfield y varios clubes extranjeros.
Debido a su capacidad e infraestructura, supo ser ocasionalmente utilizado por los clubes más populosos de la Ciudad de San Luis, Estudiantes y Juventud Unida para sus participaciones en competencias nacionales, aunque también sirvió como plaza localista para el Club Deportivo La Punta, club local fundado en el año 2004.

## Localía de Godoy Cruz
Durante el Torneo Clausura 2011, debido a remodelaciones en el Estadio Malvinas Argentinas, Godoy Cruz de Mendoza actuó de local en este estadio en tres oportunidades: el 16 de abril vs. Argentinos Juniors (1-0), el 30 de abril vs. Arsenal (1-4) y el 13 de mayo vs. Quilmes (2-0).

## Campeonato Sudamericano Sub-17
Desde el 2 y hasta el 28 de abril de 2013 se realizó en el estadio Juan Funes de San Luis el Campeonato Sudamericano de Fútbol Sub-17 para determinar los seleccionados que participen en la Copa Mundial de Fútbol Sub-17 2013, organizada en los Emiratos Árabes Unidos.

### Grupo A
| Equipo    | Pts | PJ | PG | PE | PP | GF | GC | Dif |
| --------- | --- | -- | -- | -- | -- | -- | -- | --- |
| Paraguay  | 8   | 4  | 2  | 2  | 0  | 7  | 2  | 5   |
| Argentina | 6   | 4  | 2  | 0  | 2  | 7  | 7  | 0   |
| Venezuela | 5   | 4  | 1  | 2  | 1  | 1  | 3  | -2  |
| Ecuador   | 4   | 4  | 1  | 1  | 2  | 2  | 4  | -2  |
| Colombia  | 3   | 4  | 0  | 3  | 1  | 3  | 4  | -1  |

- Equipo libre:  Venezuela.

| 2 de abril de 2013, 17:05 | Paraguay      | 1:1 (0:0) | Colombia      | Estadio Provincial Juan Gilberto Funes, La Punta |                            |
|                           | J. Medina 62' | Reporte   | G. Torres 63' | Árbitro(s): Fernando Falce                       | Árbitro(s): Fernando Falce |

| 2 de abril de 2013, 19:10 | Argentina | 0:2 (0:1) | Ecuador                            | Estadio Provincial Juan Gilberto Funes, La Punta |                               |
|                           |           | Reporte   | D. Porozo 43' · L. Vega 50' (a.g.) | Árbitro(s): Paulo de Oliveira                    | Árbitro(s): Paulo de Oliveira |

- Equipo libre:  Colombia.

| 4 de abril de 2013, 17:05 | Ecuador | 0:1 (0:1) | Venezuela    | Estadio Provincial Juan Gilberto Funes, La Punta |                         |
|                           |         | Reporte   | A. Ponce 16' | Árbitro(s): José Jordán                          | Árbitro(s): José Jordán |

| 4 de abril de 2013, 19:10 | Argentina           | 1:3 (1:2) | Paraguay                            | Estadio Provincial Juan Gilberto Funes, La Punta |                            |
|                           | S. López 11' (a.g.) | Reporte   | A. Sanabria 9' 29' · A. Cáceres 88' | Árbitro(s): Julio Bascuñán                       | Árbitro(s): Julio Bascuñán |

- Equipo libre:  Paraguay.

| 6 de abril de 2013, 17:05 | Ecuador | 0:0     | Colombia | Estadio Provincial Juan Gilberto Funes, La Punta |                             |
|                           |         | Reporte |          | Árbitro(s): Péricles Cortez                      | Árbitro(s): Péricles Cortez |

| 6 de abril de 2013, 19:10 | Argentina                          | 3:0 (2:0) | Venezuela | Estadio Provincial Juan Gilberto Funes, La Punta |                        |
|                           | S. Driussi 4' 63' · M. Sánchez 15' | Reporte   |           | Árbitro(s): Diego Haro                           | Árbitro(s): Diego Haro |

- Equipo libre:  Argentina.

| 8 de abril de 2013, 17:05 | Paraguay                            | 3:0 (0:0) | Ecuador | Estadio Provincial Juan Gilberto Funes, La Punta |                          |
|                           | J. Medina 50' 83' · A. Sanabria 53' | Reporte   |         | Árbitro(s): Carlos Ulloa                         | Árbitro(s): Carlos Ulloa |

| 8 de abril de 2013, 19:10 | Colombia | 0:0     | Venezuela | Estadio Provincial Juan Gilberto Funes, La Punta |                            |
|                           |          | Reporte |           | Árbitro(s): Fernando Falce                       | Árbitro(s): Fernando Falce |

- Equipo libre:  Ecuador.

| 10 de abril de 2013, 17:05 | Paraguay | 0:0     | Venezuela | Estadio Provincial Juan Gilberto Funes, La Punta |                             |
|                            |          | Reporte |           | Árbitro(s): Péricles Cortez                      | Árbitro(s): Péricles Cortez |

| 10 de abril de 2013, 19:10 | Argentina                                   | 3:2 (2:0) | Colombia                         | Estadio Provincial Juan Gilberto Funes, La Punta |                         |
|                            | L. Vega 13' · F. Pérez 41' · I. Leszcuk 60' | Reporte   | J. Rodríguez 48' · M. Moreno 84' | Árbitro(s): José Jordán                          | Árbitro(s): José Jordán |

### Grupo B
| Equipo  | Pts | PJ | PG | PE | PP | GF | GC | Dif |
| ------- | --- | -- | -- | -- | -- | -- | -- | --- |
| Brasil  | 10  | 4  | 3  | 1  | 0  | 8  | 2  | 6   |
| Uruguay | 8   | 4  | 2  | 2  | 0  | 9  | 3  | 6   |
| Perú    | 4   | 4  | 1  | 1  | 2  | 2  | 6  | -4  |
| Chile   | 3   | 4  | 0  | 3  | 1  | 3  | 4  | -1  |
| Bolivia | 1   | 4  | 0  | 1  | 3  | 3  | 10 | -7  |

- Equipo libre:  Bolivia.

| 3 de abril de 2013, 17:05 | Uruguay                             | 2:0 (1:0) | Perú | Estadio Malvinas Argentinas, Mendoza |                            |
|                           | F. Buschiazzo 22' · K. Méndez 90+1' | Reporte   |      | Árbitro(s): Ulises Mereles           | Árbitro(s): Ulises Mereles |

| 3 de abril de 2013, 19:10 | Brasil     | 1:0 (1:0) | Chile | Estadio Malvinas Argentinas, Mendoza |                          |
|                           | Kenedy 23' | Reporte   |       | Árbitro(s): Adrián Vélez             | Árbitro(s): Adrián Vélez |

- Equipo libre:  Perú.

| 5 de abril de 2013, 17:05 | Chile           | 1:1 (0:0) | Bolivia          | Estadio Malvinas Argentinas, Mendoza |                         |
|                           | B. Carvallo 85' | Reporte   | C. Algarañaz 58' | Árbitro(s): José Argote              | Árbitro(s): José Argote |

| 5 de abril de 2013, 19:10 | Brasil       | 1:1 (0:1) | Uruguay        | Estadio Malvinas Argentinas, Mendoza |                            |
|                           | Mosquito 51' | Reporte   | G. Latorre 40' | Árbitro(s): Germán Delfino           | Árbitro(s): Germán Delfino |

- Equipo libre:  Brasil.

| 7 de abril de 2013, 17:05 | Uruguay       | 1:1 (1:1) | Chile        | Estadio Malvinas Argentinas, Mendoza |                              |
|                           | G. Latorre 1' | Reporte   | S. Vegas 42' | Árbitro(s): Marlon Escalante         | Árbitro(s): Marlon Escalante |

| 7 de abril de 2013, 19:10 | Perú           | 1:0 (0:0) | Bolivia | Estadio Malvinas Argentinas, Mendoza |                           |
|                           | D. Artiaga 64' | Reporte   |         | Árbitro(s): Silvio Trucco            | Árbitro(s): Silvio Trucco |

- Equipo libre:  Uruguay.

| 9 de abril de 2013, 19:00 | Chile                 | 1:1 (0:0) | Perú          | Estadio Malvinas Argentinas, Mendoza |                            |
|                           | K. Medel 90+1' (pen.) | Reporte   | R. Garcés 58' | Árbitro(s): Ulises Mereles           | Árbitro(s): Ulises Mereles |

| 9 de abril de 2013, 21:00 | Brasil                                    | 3:1 (0:1) | Bolivia    | Estadio Malvinas Argentinas, Mendoza |                          |
|                           | G. Boschilia 50' · Kenedy 73' · Abner 84' | Reporte   | Flores 43' | Árbitro(s): Carlos Ulloa             | Árbitro(s): Carlos Ulloa |

- Equipo libre:  Chile.

| 11 de abril de 2013, 17:05 | Uruguay                                                   | 5:1 (3:0) | Bolivia       | Estadio Malvinas Argentinas, Mendoza |                          |
|                            | K. Méndez 7' · F. Acosta 36' 37' 48' · F. Pizzichillo 58' | Reporte   | S. Aquino 71' | Árbitro(s): Adrián Vélez             | Árbitro(s): Adrián Vélez |

| 11 de abril de 2013, 19:10 | Brasil                              | 3:0 (1:0) | Perú | Estadio Malvinas Argentinas, Mendoza |                          |
|                            | Lincoln 29' · Caio 46' · Kenedy 70' | Reporte   |      | Árbitro(s): Carlos Ulloa             | Árbitro(s): Carlos Ulloa |

### Hexagonal final
| Equipo    | Pts | PJ | PG | PE | PP | GF | GC | Dif |
| --------- | --- | -- | -- | -- | -- | -- | -- | --- |
| Argentina | 9   | 5  | 2  | 3  | 0  | 10 | 6  | 4   |
| Venezuela | 9   | 5  | 2  | 3  | 0  | 7  | 5  | 2   |
| Brasil    | 9   | 5  | 2  | 3  | 0  | 6  | 4  | 2   |
| Uruguay   | 8   | 5  | 2  | 2  | 1  | 11 | 9  | 2   |
| Paraguay  | 4   | 5  | 1  | 1  | 3  | 7  | 10 | -3  |
| Perú      | 0   | 5  | 0  | 0  | 5  | 6  | 13 | -7  |

| 14 de abril de 2013, 15:00 | Brasil       | 1:0 (1:0) | Uruguay | Estadio Provincial Juan Gilberto Funes, La Punta |                            |
|                            | Mosquito 21' | Reporte   |         | Árbitro(s): Julio Bascuñán                       | Árbitro(s): Julio Bascuñán |

| 14 de abril de 2013, 17:05 | Paraguay | 0:1 (0:0) | Venezuela    | Estadio Provincial Juan Gilberto Funes, La Punta |                            |
|                            |          | Reporte   | A. Ponce 54' | Árbitro(s): Germán Delfino                       | Árbitro(s): Germán Delfino |

| 14 de abril de 2013, 19:10 | Argentina                     | 2:0 (1:0) | Perú | Estadio Provincial Juan Gilberto Funes, La Punta |                            |
|                            | F. Pérez 42' · M. Sánchez 51' | Reporte   |      | Árbitro(s): Roddy Zambrano                       | Árbitro(s): Roddy Zambrano |

| 17 de abril de 2013, 15:00 | Paraguay                                       | 3:1 (0:0) | Perú          | Estadio Provincial Juan Gilberto Funes, La Punta |                         |
|                            | A. Sanabria 53' · Medina 64' · J. Sanabria 90' | Reporte   | R. Garcés 71' | Árbitro(s): José Jordán                          | Árbitro(s): José Jordán |

| 17 de abril de 2013, 17:05 | Brasil           | 1:1 (1:0) | Venezuela           | Estadio Provincial Juan Gilberto Funes, La Punta |                          |
|                            | G. Boschilia 26' | Reporte   | A. Ponce 74' (pen.) | Árbitro(s): Carlos Ulloa                         | Árbitro(s): Carlos Ulloa |

| 17 de abril de 2013, 19:10 | Argentina                        | 3:3 (2:1) | Uruguay                                          | Estadio Provincial Juan Gilberto Funes, La Punta |                          |
|                            | S. Driussi 3' 12' · M. Storm 88' | Reporte   | M. Benítez 45+3' · F. Acosta 47' · K. Méndez 74' | Árbitro(s): Adrián Vélez                         | Árbitro(s): Adrián Vélez |

| 21 de abril de 2013, 15:00 | Venezuela        | 2:1 (0:1) | Perú         | Estadio Provincial Juan Gilberto Funes, La Punta |                            |
|                            | A. Ponce 58' 74' | Reporte   | Da Silva 33' | Árbitro(s): Germán Delfino                       | Árbitro(s): Germán Delfino |

| 21 de abril de 2013, 17:05 | Paraguay        | 1:3 (0:3) | Uruguay                                      | Estadio Provincial Juan Gilberto Funes, La Punta |                               |
|                            | A. Sanabria 68' | Reporte   | M. Benítez 1' · K. Méndez 8' · F. Acosta 16' | Árbitro(s): Paulo de Oliveira                    | Árbitro(s): Paulo de Oliveira |

| 21 de abril de 2013, 19:10 | Brasil | 0:0     | Argentina | Estadio Provincial Juan Gilberto Funes, La Punta |                              |
|                            |        | Reporte |           | Árbitro(s): Marlon Escalante                     | Árbitro(s): Marlon Escalante |

| 24 de abril de 2013, 15:00 | Venezuela    | 1:1 (0:1) | Uruguay       | Estadio Provincial Juan Gilberto Funes, La Punta |                         |
|                            | A. Ponce 81' | Reporte   | F. Acosta 41' | Árbitro(s): José Jordán                          | Árbitro(s): José Jordán |

| 24 de abril de 2013, 17:05 | Brasil                   | 2:1 (0:0) | Perú          | Estadio Provincial Juan Gilberto Funes, La Punta |                            |
|                            | Kenedy 53' · Ewandro 85' | Reporte   | R. Garcés 90' | Árbitro(s): Julio Bascuñán                       | Árbitro(s): Julio Bascuñán |

| 24 de abril de 2013, 19:10 | Paraguay     | 1:3 (0:3) | Argentina                                               | Estadio Provincial Juan Gilberto Funes, La Punta |                          |
|                            | S. López 88' | Reporte   | I. Leszczuk 25' · S. Driussi 32' · M. Astina 39' (pen.) | Árbitro(s): Carlos Ulloa                         | Árbitro(s): Carlos Ulloa |

| 28 de abril de 2013, 15:00 | Paraguay                            | 2:2 (1:1) | Brasil         | Estadio Provincial Juan Gilberto Funes, La Punta |                          |
|                            | R. Martínez 18' · A. Sanabria 90+1' | Reporte   | Kenedy 32' 78' | Árbitro(s): Adrián Vélez                         | Árbitro(s): Adrián Vélez |

| 28 de abril de 2013, 17:05 | Uruguay                                   | 4:3 (3:1) | Perú                              | Estadio Provincial Juan Gilberto Funes, La Punta |                          |
|                            | F. Acosta 3' 30' · F. Pizzichillo 17' 65' | Reporte   | Da Silva 20' 64' · D. Artiaga 69' | Árbitro(s): Carlos Ulloa                         | Árbitro(s): Carlos Ulloa |

| 28 de abril de 2013, 19:10 | Argentina         | 2:2 (1:1) | Venezuela                  | Estadio Provincial Juan Gilberto Funes, La Punta |                            |
|                            | L. Suárez 19' 72' | Reporte   | A. Ponce 15' · R. Peña 90' | Árbitro(s): Roddy Zambrano                       | Árbitro(s): Roddy Zambrano |

| Campeón Argentina |
| 3° título         |

## Actuaciones del Seleccionado de San Luis

### Boca Juniors vs. Selección de San Luis
El 27 de julio de 2013 el Club Atlético Boca Juniors jugó un amistoso frente a un combinado de San Luis que contaba con los jugadores de Club Sportivo Estudiantes, Juventud Unida Universitario y Jorge Newbery de Villa Mercedes, los 3 equipos más representativos de la provincia, el partido terminó por 1 a 0 a favor de Boca Juniors con gol de Emmanuel Gigliotti, que hacía su debut con la camiseta "Xeneize".

### River Plate vs. Selección de San Luis
El 5 de febrero de 2014 el Club Atlético River Plate, concluyó el amistoso suspendido el día anterior por lluvia cuando se habían jugado 8 minutos y River ganaba por 1 a 0 (gol de Daniel Villalba ), frente a un combinado de San Luis que contaba con los jugadores de Club Sportivo Estudiantes, Juventud Unida Universitario y Jorge Newbery de Villa Mercedes, los 3 equipos más representativos de la provincia. El partido terminó con un marcador favorable al club porteño por 3 a 1, con goles de Daniel Villalba, Jonathan Fabbro y Fernando Cavenaghi (de penal) para los vencedores, mientras que Emmanuel Reinoso había marcado el empate transitorio para el combinado local.

## Final de Copa Campeonato 2013/2014
Se jugó en este estadio entre los campeones del Torneo Inicial 2013 (Argentina) y del Torneo Final 2014 (Argentina). Fue ganador el Club Atlético River Plate, que obtuvo la Copa Campeonato de Primera División 2013/14, y la clasificación para disputar la Supercopa Argentina 2014 y la Copa Sudamericana 2014.
| 12         | Guardameta     | Sebastián Torrico        |     |
| 6          | Defensa        | Santiago Juan Gentiletti |     |
| 29         | Defensa        | Fabricio Fontanini       |     |
| 21         | Defensa        | Emmanuel Mas             | 77' |
| 7          | Defensa        | Julio Buffarini          |     |
| 11         | Centrocampista | Ángel Correa             |     |
| 20         | Centrocampista | Néstor Ortigoza          |     |
| 5          | Centrocampista | Juan Mercier             | 80' |
| 10         | Centrocampista | Leandro Romagnoli        | 65' |
| 15         | Delantero      | Héctor Villalba          |     |
| 26         | Delantero      | Mauro Matos              |     |
| Entrenador | Entrenador     | Edgardo Bauza            |     |

| 1          | Guardameta     | Marcelo Barovero   |     |
| 6          | Defensa        | Ramiro Funes Mori  |     |
| 2          | Defensa        | Jonatan Maidana    | 22' |
| 21         | Defensa        | Leonel Vangioni    |     |
| 25         | Defensa        | Gabriel Mercado    |     |
| 28         | Centrocampista | Cristian Ledesma   |     |
| 10         | Centrocampista | Manuel Lanzini     |     |
| 16         | Centrocampista | Ariel Rojas        |     |
| 7          | Centrocampista | Carlos Carbonero   |     |
| 9          | Delantero      | Fernando Cavenaghi | 45' |
| 30         | Delantero      | Daniel Villalva    | 86' |
| Entrenador | Entrenador     | Ramón Ángel Díaz   |     |

| 24 | Centrocampista | Juan Ignacio Cavallaro | 65' |
| 9  | Delantero      | Martín Cauteruccio     | 77' |
| 19 | Centrocampista | Leandro Navarro        | 80' |

| 20 | Defensa        | Germán Pezzella    | 22' |
| 35 | Delantero      | Giovanni Simeone   | 45' |
| 5  | Centrocampista | Matias Kranevitter | 86' |

|  |  | 0-1 | 73' | Germán Pezzella |

| 24' | Santiago Gentiletti |
| 72' | Fabricio Fontanini  |
| 82' | Julio Buffarini     |

| 18' | Ramiro Funes Mori |
| 55' | Daniel Villalva   |
| 78' | Germán Pezzella   |
| 82' | Gabriel Mercado   |

| Árbitro             | Néstor Pitana  |
| Árbitros asistentes | Hernán Maidana |
| Árbitros asistentes | Juan Belatti   |
| Cuarto árbitro      | Mauro Vigliano |

| 12         | Guardameta     | Sebastián Torrico        |     |
| 6          | Defensa        | Santiago Juan Gentiletti |     |
| 29         | Defensa        | Fabricio Fontanini       |     |
| 21         | Defensa        | Emmanuel Mas             | 77' |
| 7          | Defensa        | Julio Buffarini          |     |
| 11         | Centrocampista | Ángel Correa             |     |
| 20         | Centrocampista | Néstor Ortigoza          |     |
| 5          | Centrocampista | Juan Mercier             | 80' |
| 10         | Centrocampista | Leandro Romagnoli        | 65' |
| 15         | Delantero      | Héctor Villalba          |     |
| 26         | Delantero      | Mauro Matos              |     |
| Entrenador | Entrenador     | Edgardo Bauza            |     |

| 1          | Guardameta     | Marcelo Barovero   |     |
| 6          | Defensa        | Ramiro Funes Mori  |     |
| 2          | Defensa        | Jonatan Maidana    | 22' |
| 21         | Defensa        | Leonel Vangioni    |     |
| 25         | Defensa        | Gabriel Mercado    |     |
| 28         | Centrocampista | Cristian Ledesma   |     |
| 10         | Centrocampista | Manuel Lanzini     |     |
| 16         | Centrocampista | Ariel Rojas        |     |
| 7          | Centrocampista | Carlos Carbonero   |     |
| 9          | Delantero      | Fernando Cavenaghi | 45' |
| 30         | Delantero      | Daniel Villalva    | 86' |
| Entrenador | Entrenador     | Ramón Ángel Díaz   |     |

| 24 | Centrocampista | Juan Ignacio Cavallaro | 65' |
| 9  | Delantero      | Martín Cauteruccio     | 77' |
| 19 | Centrocampista | Leandro Navarro        | 80' |

| 20 | Defensa        | Germán Pezzella    | 22' |
| 35 | Delantero      | Giovanni Simeone   | 45' |
| 5  | Centrocampista | Matias Kranevitter | 86' |

|  |  | 0-1 | 73' | Germán Pezzella |

| 24' | Santiago Gentiletti |
| 72' | Fabricio Fontanini  |
| 82' | Julio Buffarini     |

| 18' | Ramiro Funes Mori |
| 55' | Daniel Villalva   |
| 78' | Germán Pezzella   |
| 82' | Gabriel Mercado   |

| Árbitro             | Néstor Pitana  |
| Árbitros asistentes | Hernán Maidana |
| Árbitros asistentes | Juan Belatti   |
| Cuarto árbitro      | Mauro Vigliano |

| Predecesor: Estadio Casa Blanca Quito Ecuador 2011 | Argentina 2013 XV final Argentina | Sucesor: Estadio Feliciano Cáceres Luque Paraguay 2015 |